# 亚历山大·德沃尔尼科夫
亚历山大·弗拉基米罗维奇·德沃尔尼科夫（俄語：Александр Владимирович Дворников，羅馬化：Aleksandr Vladimirovich Dvornikov，1961年8月22日—）俄羅斯陸軍大將。俄羅斯聯邦英雄。
他從烏蘇里斯克（雙城子）的蘇沃洛夫軍事學校畢業後，於1978年加入蘇聯軍隊。隨後，他進入莫斯科高級指揮學校學習四年，畢業後，於1982年起在遠東軍區服役。之後，他在伏龍芝軍事學院學習，於1991年畢業。隨後，他在西方集群中擔任第6近卫摩托化步兵旅的營長。
在1990年代後期，他指揮第10近卫坦克师和第2近卫摩托化步兵师的團。德沃尼科夫成為北高加索軍區一個摩托化步兵師的參謀長和指揮官。從俄羅斯總參謀部軍事學院畢業後，他成為第36集团军的副司令兼參謀長。2008年，德沃爾尼科夫成為红旗第5集团军的指揮官。
在擔任東部軍區副司令員後，德沃爾尼科夫成為中央軍區的參謀長，擔任了一個月的代理司令。
2015年9月，在俄羅斯對敘利亞進行軍事干預之初，他成為俄羅斯武裝部隊在敘利亞的第一任指揮官。德沃爾尼科夫因領導這次軍事干預而被授予俄羅斯聯邦英雄稱號，並於2016年9月被任命為南部軍區司令。他在敘利亞指揮部隊時，為減少手下士兵傷亡，採用美軍進攻巴格達時的戰法，先大規模空中轟炸，之後再派坦克和士兵進入，因此被媒體稱為「敘利亞屠夫」。

### 對烏克蘭軍事行動
2022年4月10日，德沃爾尼科夫被任命為2022年俄羅斯入侵烏克蘭期間軍事行動的俄軍總指揮官。

在他的任命之前，並未有單一的軍事領袖負責所有俄羅斯部隊；他之前是負責不同戰線的幾位指揮官之一。
他被認為是2022年克拉马托尔斯克火车站空袭事件的幕後黑手，該襲擊事件造成至少52人死亡，其中大多數是婦女、兒童和老人。
2022年6月3日，開放源情報組織衝突情報小組根據俄羅斯士兵的說法報導，德沃爾尼科夫已被上校根纳季·日德科（Gennady Zhidko）替換，成為入侵烏克蘭的指揮官。然而，在6月5日，烏克蘭盧甘斯克州州長谢尔盖·盖达伊（Serhiy Haidai）表示，德沃爾尼科夫仍然擔任指揮官，他的上級給他時間至6月10日完成2022年北顿涅茨克战役（Battle of Severodonetsk）。
2022年6月25日，再次有報導稱德沃爾尼科夫已被免去職務。
在2022年10月8日，俄羅斯國防部任命空軍上將谢尔盖·苏罗维金（Sergei Surovikin）為在烏克蘭作戰的俄羅斯部隊的總指揮官，但未提及蘇羅維金是取代了誰的職位。